# Eucalyptus rhodantha
Eucalyptus rhodantha là một loài thực vật có hoa trong Họ Đào kim nương. Loài này được Blakely & H.Steedman mô tả khoa học đầu tiên năm 1938.

## Hình ảnh

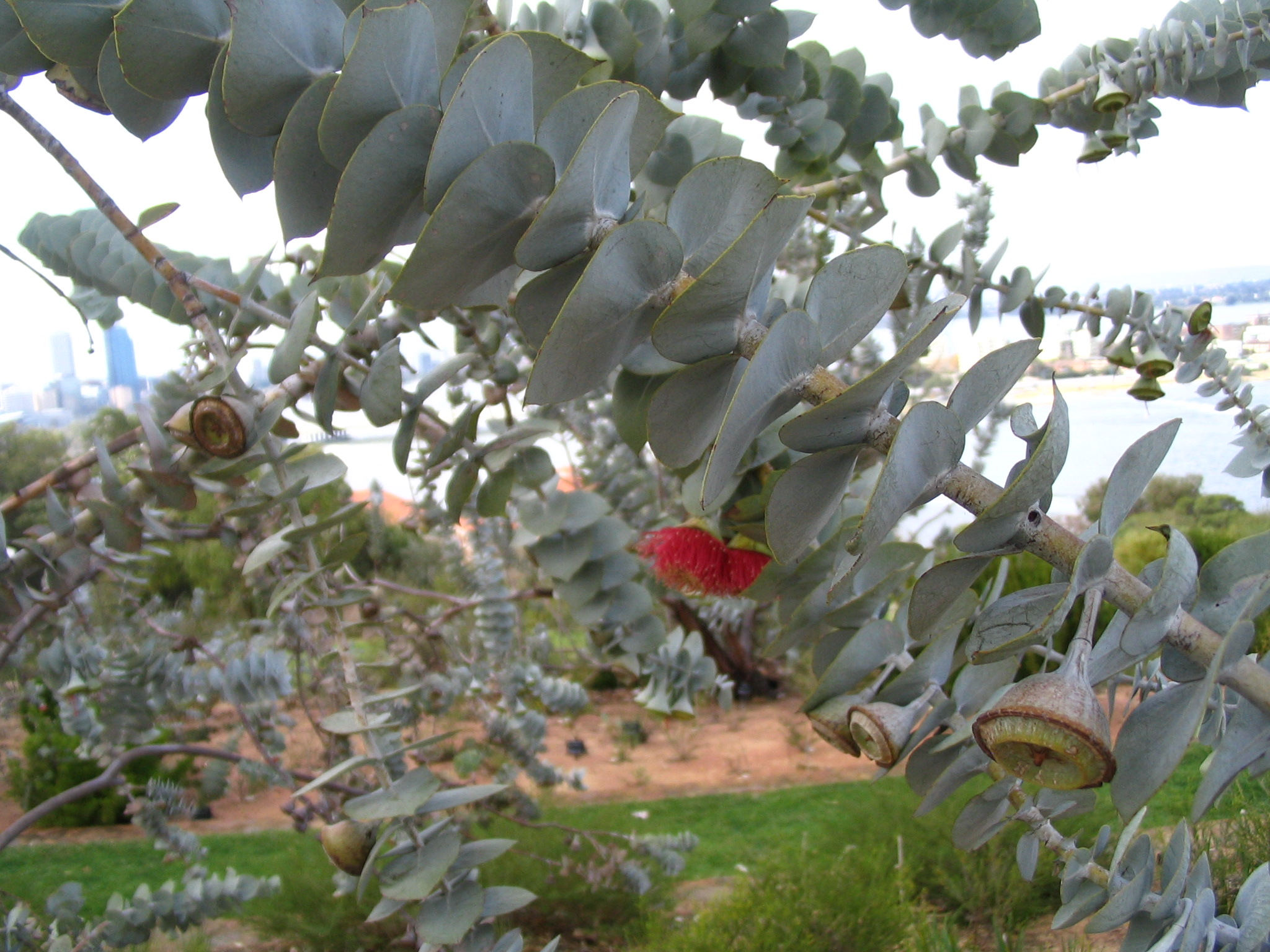
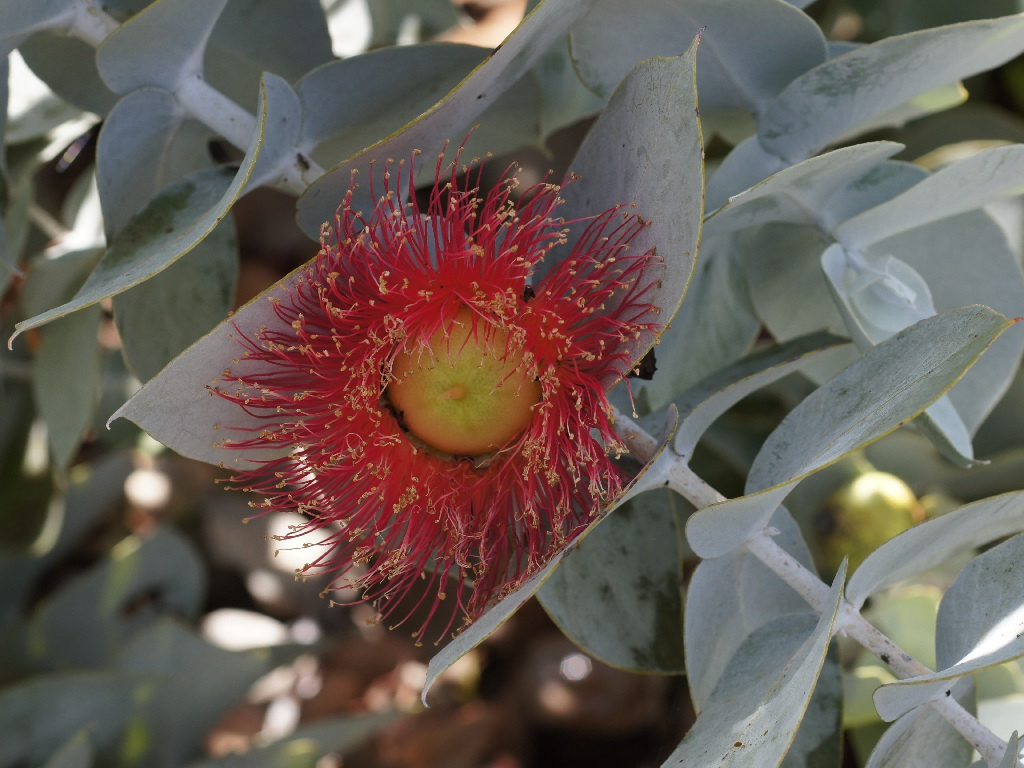